# Ġ̄
Ġ̄ (minuscule : ġ̄), appelé G point suscrit macron, est une lettre latine utilisé dans la romanisation ISO 233-1 de l’alphabet arabe. Elle est composée d’un G diacrité d’un point suscrit et d’un macron.

## Utilisation
Dans la romanisation ISO 233-1 de l’alphabet arabe, ‹ ġ̄ › représente un ġayn šadda ‹ غّ ›, le g point suscrit ‹ ġ › et le macron représentant respectivement le ġayn et le šadda.

## Représentations informatiques
Le G point suscrit macron peut être représenté avec les caractères Unicode suivants : 
- composé et normalisé NFC (latin étendu A, diacritiques) :

| formes    | représentations | chaînes de caractères | points de code | descriptions                                               |
| --------- | --------------- | --------------------- | -------------- | ---------------------------------------------------------- |
| majuscule | Ġ̄               | Ġ◌̄                    | U+0120 U+0301  | lettre majuscule latine g point suscrit diacritique macron |
| minuscule | ġ̄               | ġ◌̄                    | U+0121 U+0301  | lettre minuscule latine g point suscrit diacritique macron |

- décomposé et normalisé NFD (latin de base, diacritiques) :

| formes    | représentations | chaînes de caractères | points de code       | descriptions                                                           |
| --------- | --------------- | --------------------- | -------------------- | ---------------------------------------------------------------------- |
| majuscule | Ġ̄               | G◌̇◌̄                   | U+0047 U+0307 U+0304 | lettre majuscule latine g diacritique macron diacritique point suscrit |
| minuscule | ġ̄               | g◌̇◌̄                   | U+0067 U+0307 U+0304 | lettre minuscule latine g diacritique macron diacritique point suscrit |

## Sources
- (en) Thomas T. Pederson, Transliteration of Arabic, 2.2, 2008 (lire en ligne)